# Monflanquin
 Monflanquin  ist eine französische Gemeinde mit 2358 Einwohnern (Stand 1. Januar 2022) im Département Lot-et-Garonne in der Region Nouvelle-Aquitaine. Sie gehört zum Arrondissement Villeneuve-sur-Lot und zum Kanton Le Haut Agenais Périgord.

## Geografie
Monflanquin liegt auf einem Hügel oberhalb des Lède-Tals an der Grenze von Périgord, Quercy und Guyenne. Der Ort gehört zu den schönsten Dörfern Frankreichs.

## Bevölkerungsentwicklung
| Jahr      | 1962 | 1968 | 1975 | 1982 | 1990 | 1999 | 2007 | 2018 |
| Einwohner | 2308 | 2354 | 2368 | 2356 | 2431 | 2258 | 2342 | 2321 |

## Sehenswürdigkeiten
- Kirche Saint-André (1250/90, Monument historique)
- Haus Du Prince Noir (14. Jahrhundert)
- Burg Roquefère

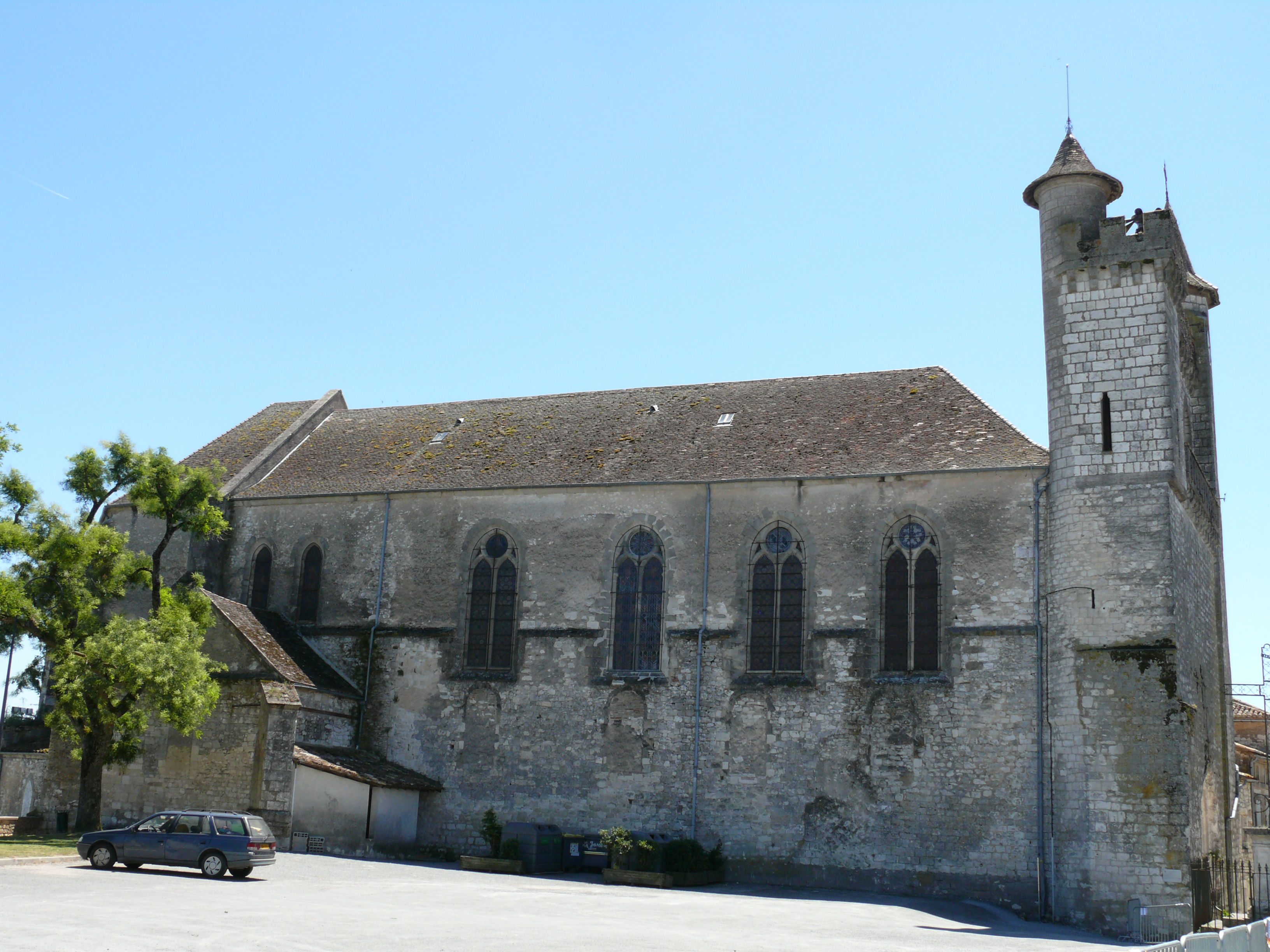
Kirche Saint-André
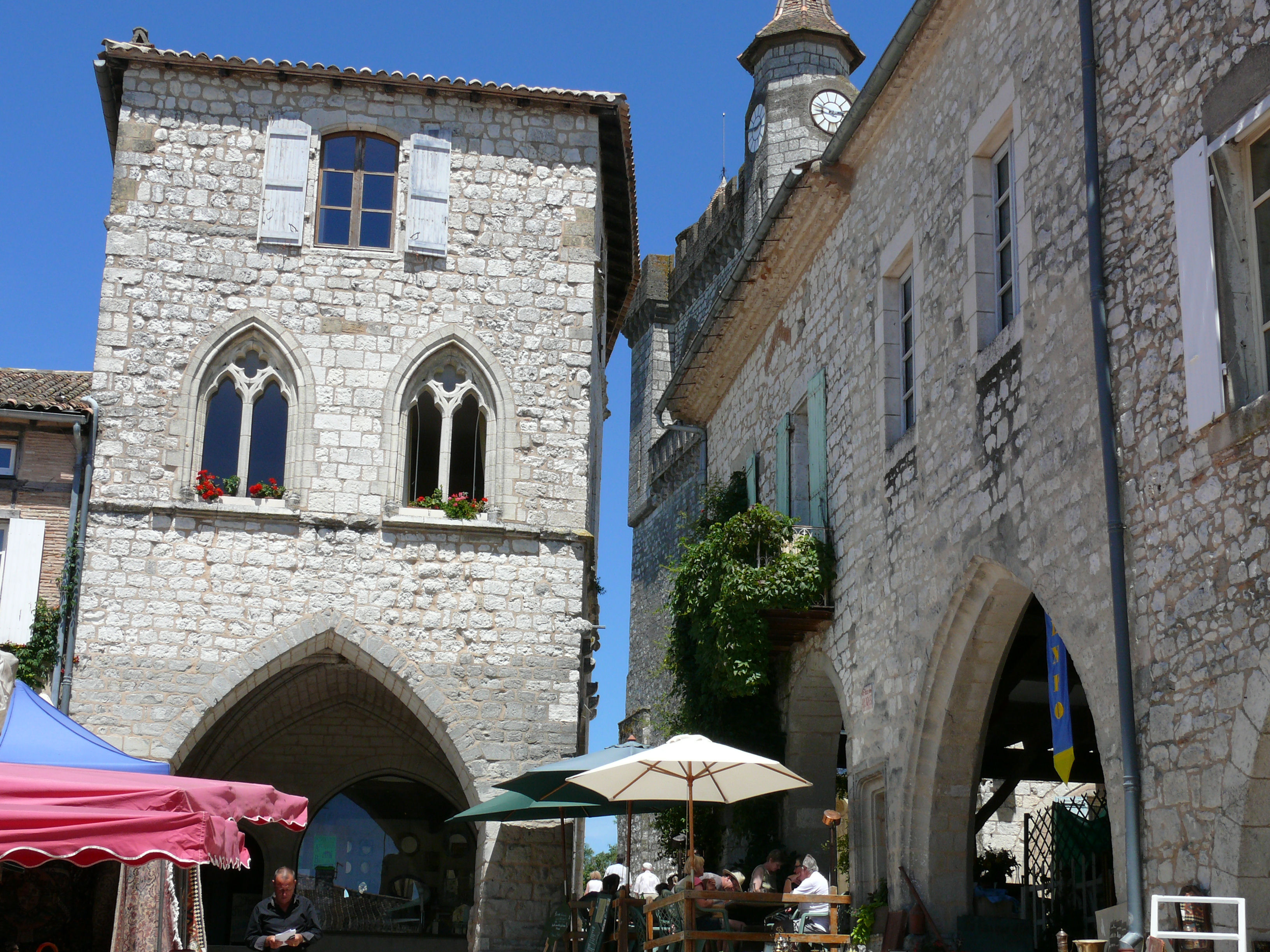
Prince Noir

## Persönlichkeiten
- Pierre Saint-Amant (1800–1872), Schachspieler
- Lucie Jarrige (* 1990), Chemikerin und fünffache Parakletter-Weltmeisterin